# Vargyas Gábor
Vargyas Gábor (Budapest, 1952. május 22. –) magyar etnográfus, MTA Néprajzi Kutatóintézetének tudományos főmunkatársa, habilitált egyetemi tanár. Édesapja Vargyas Lajos, népzenekutató, folklorista.

## Családja
Édesapja Vargyas Lajos (Budapest, Óbuda, 1914. február 1. – Budapest, 2007. október 11.) Széchenyi-díjas magyar népzenekutató, folklorista. Testvérei Vargyas Péter (1950–2009) ókortörténész, asszirológus, valamint Vargyas Zoltán (1953–) fordító.

## Tanulmányai
Egyetemi tanulmányait 1971–1976 között az ELTE-BTK-n végezte néprajz szakon, végzettsége okleveles etnográfus. Tudományos fokozatait 1981-ben (egyetemi doktorátus, néprajz), 1995-ben (CSc) és 2010-ben (DSc, MTA doktora) szerezte. 2008-ban habilitált (Pécs, 2008. december 4.), előadásának címe Vietnám „felülnézetből” (Vietnám és a délkelet-ázsiai régió általános etnikai, kulturális és néprajzi vázlata, különös tekintettel az államalkotó népek és a hegyi kisebbségek, „törzsek” történelmi kapcsolatrendszerére.) és Világtörténelem „alulnézetben” (Egy közép-vietnámi hegyvidéki törzs, a brúk etnohistóriája, identitása és értékrendszere egy 26 órás életútinterjú tükrében.). A bizottságtól 100%-os minősítést kapott. Az előadást francia nyelven foglalta össze.

## Munkássága

#### Kutatási és oktatási területei
Kulturális antropológia (etnológia), Délkelet-Ázsia és Óceánia néprajza, vallásantropológia, művészet- és anyagi kultúra, kulturális változás, néprajz és antropológia tudománytörténete.

#### Munkahelyei
- 1977–1979 között az ELTE Néprajzi Tanszéken tudományos továbbképzési ösztöndíjas.
- 1979-1984 között a Néprajzi Múzeumban az Óceánia Gyűjtemény kezelője; segédmuzeológus, majd muzeológus.
- 1984-től MTA Néprajzi Kutatóintézete, tudományos munkatárs.
- 1993-tól JPTE BTK, Néprajz Tanszék, egyetemi adjunktus.
- 1996-tól MTA Néprajzi Kutatóintézete, tudományos főmunkatárs.
- 1996-tól PTE BTK Néprajz – Kulturális Antropológia Tanszék, docens (jelenleg is oktat).
- 2001-2007 között PTE BTK Néprajz – Kulturális Antropológia Tanszéken tanszékvezető.[5]

#### Kurzusai
- Bevezetés a kulturális antropológiába
- Délkelet-Ázsia néprajza
- Magyar etnológia
- Óceánia és Ausztrália néprajza
- Szociálantropológia
- Vallásantropológia (előadás, szeminárium)[6]

Részt vesz az alapképzés, mesterképzés és a PTE Interdiszciplináris Doktori Iskola hallgatóinak oktatásában is. Több hallgató konzulense volt, valamint eddig 15 doktorandusz témavezetője, akik közül heten abszolutóriumot, öten fokozatot is szereztek. (Köztük a PTE-BTK Néprajz – Kulturális Antropológia Tanszék jelenlegi tanszékvezetője, Nagy Zoltán.)

#### APécsi Tudományegyetemenkívüli oktatói tevékenység
- ELTE BTK, majd TáTK Kulturális Antropológia Tanszék, 1992 óta többé-kevésbé rendszeres egyedi előadások, előadás-blokkok (1992–1999, 2001, 2004: „Vallásetnológia”, „Rítuselemzés”, „Etnokulturális típusok: Ausztrália”, „Etnokulturális típusok: Óceánia”, „Etnokulturális típusok: Délkelet-Ázsia”, „A terepmunka módszertana”, „Törzsi művészet”, „Antropológiatörténet”), illetve főkollégiumok (1994, 1999, mindkétszer „Óceánia népei”).
- Tan Kapuja Buddhista Főiskola (1993–1994), 1 éves főkollégium („Vallásantropológia”).
- Fél éves főkollégiumok:
  - Debreceni Egyetem (egykor KLTE) Néprajz Tanszék (1998, 2003): „Délkelet-Ázsia népei".
  - Miskolci Egyetem Kulturális és Vizuális Antropológiai Tanszék (2000, 2005): „Délkelet-Ázsia népei”
  - Szegedi Egyetem (egykor JATE) Néprajz Tanszék (1995): „Kulturális antropológia”.
  - Kolozsvári Babes-Bólyai Tudományegyetem Néprajz Tanszék (1999, 2004): „Délkelet-Ázsia népei”; „Antropológia: alapfogalmak és módszerek”.[5]
- angol nyelven: Svájc (1995), Vietnám (2002)
- francia nyelven: Franciaország (1995)
- 2007 óta a Vietnámi Társadalomtudományi Akadémia Institute of Human Studies (Hanoi) Visiting Professor and Correspondent Supervisor for PhD-Students.[6]

#### Terepmunkái
- 1981-1982 között 3 hónap Északkelet-Pápua-Új-Guineában, ahol kulturális változás vizsgálatot és a Néprajzi Múzeum pápua anyagának (Astrolabe-öböl és Huon-öböl) újradokumentálását végezték, valamint Észak-Ausztráliában 6 hét sziklafestmény kutatás a Cape York-félszigeten egy antropológiai/régészeti expedíció tagjaként.
- 1985-1989 között összesen 18 hónap terepmunka Közép-Vietnámban a brú törzs körében (rövid látogatásokkal a szomszédos katu és tau-oi törzseknél is).
- 1987-ben 1-1 hónap (Brazzaville)-Kongóban és Angolában.
- 1991-ben 1 hónap a Koreai Köztársaságban (sámánszertartások tanulmányozása és filmezése).
- 1993-ban 1 hónap Irian Jayaban, Indonéziában (aszmatok és a Sentani tó vidéke).
- 1996-ban 1 hónap Laoszban, a brú törzs körében.
- 1999-ben 2 hónap Kínában, Yünnan tartományban, mon-khmer és tibeti-burmai nyelvű hegyi nemzetiségek körében.
- 2002-ben kétszer 1 hét Vietnámban (Lam Dong és Hoa Binh tartományban; chil, churu és lat, illetve thai nemzetiségek körében).
- 2007-ben 6 hónap Vietnámban a brú törzs körében.[5]

#### Kutatásvezetői gyakorlat, pályázatok
- 1991-1994 között MTA Néprajzi Kutatóintézet, Etnológiai Osztály OTKA-programjának („Kulturális változás és modernizáció a harmadik világban”, 3110/91) vezetése.
- 1998-ban Programfinanszírozási Pályázat vezetése, Pécs, Néprajz Tanszék („Néprajzi terepmunka a modern társadalomban”, 0484/1998).
- 1998-2003 között MTA Néprajzi Kutatóintézet, Etnológiai Osztály OTKA-programjának („Etnikus folyamatok és konfliktusok a mai világban”, T 030581) vezetése.
- 2003-2007 között Egyéni OTKA pályázat („Brú fono-foto-video-téka”, T 042891) vezetése.
- 2005-2009 között PTE Néprajz-Kulturális Antropológiai Tanszék: Európai Unió, Transfer of Knowledge, Marie Curie Host Fellowship („From Hungarian Ethnography to European Ethnology and to Social and Cultural anthropology”)[6]

#### Ösztöndíjak, tanulmányutak, konferenciák, előadások
- 1981-1982-ben 1 év Ausztráliában, poszt-graduális ösztöndíjasként a Sydney-i „The University of Sydney” Antropológia Tanszékéhez csatolva.
- 1991-1992-ben 1 éves francia állami ösztöndíj, a Centre National de la Recherche Scientifique (CNRS) „Laboratoire Asie du Sud-Est et le Monde Austronésien” (LASEMA) kutatócsoportjához csatolva.
- 1996-1997-ben 1 éves francia állami ösztöndíj az Université Paris-Nanterre Etnológiai Tanszékéhez csatolva.
- 1999-ben 6 hónap CNRS ösztöndíjjal Párizsban, az Université Paris-Nanterre Etnológiai Tanszékéhez csatolva.
- 2006-ban 2 hónap ösztöndíj Hallében, a Max-Planck-Institut für ethnologische Forschung / Max Planck Institute for Social Anthropology vietnámi projektje keretében.
- 2007-ben 1 hónap ösztöndíj Hallében, a Max-Planck-Institut für ethnologische Forschung / Max Planck Institute for Social Anthropology vietnámi projektje keretében.
- 2008-ban 1 hónap Vietnámban MTA cserekapcsolat keretében.[6]

#### Tudományos közéleti tevékenység, nemzetközi kapcsolatok
- A Magyar Néprajzi Társaság tagja (1973-)
- A Magyar Néprajzi Társaság titkára (1985-1988)
- A Magyar Néprajzi Társaság Etnológiai Szakosztályának titkára, elnöke (1991-2007)
- A Magyar Néprajzi Társaság választmányi tagja (1994-)
- Az MTA Nyelv- és Irodalomtudományok Osztálya Néprajzi Bizottságának tagja (1994-1996, 1999-2002)
- Az OTKA Néprajzi Bizottságának tagja (1993-1996, 2002-)
- Az Európai Folklór Intézetért Egyesület Igazgató Tanácsának tagja
- A Pacific Arts Association tagja
- Az European Association for South-East Asian Studies (EUROSEAS) tagja
- Az Association française pour la recherche sur l’Asie du Sud-Est (AFRASE) tagja
- Az EuroViet tagja
- Az International Society for Shamanic Research (ISSR) tagja
- Az Occasional Papers in Anthropology sorozatszerkesztője (1986-)
- A „Magyar Etnológia” sorozat társszerkesztője (1998-)
- A Péninsule (Paris) „Comité Scientifique”-jének tagja (1999-)
- az European Consortium of Asian Field Studies, Stiring Committee tagja,
- az MTA képviselője
- A Népi Kultúra – Népi Társadalom (utódja: Ethno-Lore) évkönyv szerkesztője (2000-)
- A L’Harmattan Kiadó „Kultúrák keresztútján” sorozatának szerkesztője (2000-)[6]
- A „European Consortium of Asian Field Studies” ügyvivő bizottságának (Steering Committee) tagja, az MTA és Magyarország képviselője a bizottságban (2007-)
- A Vietnámi Társadalomtudományi Akadémia Institute of Human Studies (Hanoi) Visiting Professor and Correspondent Supervisor for PhD-Students (2007-)[5]

#### Kitüntetések
- 1984 Magyar Néprajzi Társaság Jankó János díja
- 2000 "Az év legjelentősebb szellemi alkotása, PTE BTK",
- 2002 A Dialëktus filmfesztivál (Uránia Nemzeti Filmszínház) "Uránia" díja
- 2013 Magyar Néprajzi Társaság Györffy István emlékérem[3]

#### Nyelvtudása
Angol, francia, német, orosz, brú-vân kiêu nyelveken beszél. A magyar nyelv mellett angol, francia, német, orosz és brú nyelveken is jelentek meg publikációi.

## Művei
- Data on the pictorial history of North-East Papua New Guinea; Ethnographical Institute of the HAS, Bp., 1986 (Occasional papers in anthropology)
- Field notes from the Astrolabe bay. Madang province, Papua New Guinea; Ethnographical Institute of the HAS, Bp., 1987 (Occasional papers in anthropology)
- A magyar etnológia válogatott bibliográfiája. Bodrogi Tibor hagyatékának felhasználásával összeáll. Kovács Zoltán, Sárkány Mihály, Vargyas Gábor / Based upon Tibor Bodrogi's unpubl. notes comp. by Zoltán Kovács, Mihály Sárkány, Gábor Vargyas; Ethnographical Institute of the HAS, Bp., 1991 (Occasional papers in anthropology)
- Horst von Bandat, a Hungarian geologist in Western New Guinea; szerk. Hála József, Vargyas Gábor; Ethnographical Institute of the HAS Bp., 1992 (Occasional papers in anthropology)
- Ünnepi viseletek a kínai Jünnan tartományból. Kiállítás a Néprajzi Múzeumban 2000. június 29–december 31.; összeáll. Vargyas Gábor, ; bev. Vargyas Gábor; Néprajzi Múzeum, Bp., 2000
- À la recherche des Brou perdus, population montagnarde de Centre Indochinois; Association Péninsule–Olizane, Paris–Genève, 2000 (Études orientales; Les cahiers de Peninsule)
- Fehéren, feketén. Varsánytól Rititiig. Tanulmányok Sárkány Mihály tiszteletére, 1-2.; szerk. Borsos Balázs, Szarvas Zsuzsa, Vargyas Gábor; L'Harmattan, Bp., 2004 (Kultúrák keresztútján)
- Teremtés. Szövegfolklorisztikai tanulmányok Nagy Ilona tiszteletére; szerk. Ekler Andrea, Mikos Éva, Vargyas Gábor; L'Harmattan, Bp., 2006 (Studia ethnologica Hungarica)
- Dacolva az elkerülhetetlennel. Egy közép-vietnámi hegyi törzs, a brúk kultúrája és vallása. Válogatott tanulmányok; MTA NKI–L'Harmattan–PTE Néprajz-Kulturális Antropológia Tanszék, Bp.–Pécs, 2008 (Kultúrák keresztútján)
- Vargyas Lajos emlékezete; szerk. Szőkéné Károlyi Annamária, Vargyas Gábor; Táncház Alapítvány, Bp., 2008
- Átjárók. A magyar néprajztól az európai etnológiáig és a kulturális antropológiáig; szerk. Vargyas Gábor; L'Harmattan–PTE Néprajz-Kulturális Antropológia Tanszék, Bp.–Pécs, 2009 (Studia ethnologica Hungarica) (angol nyelven is)
- Antropogén ökológiai változások a Kárpát-medencében. A Kárpát-medence felszínének változása a földhasználat és az életmód változásának következtében; szerk. Andrásfalvy Bertalan; PTE Néprajz-Kulturális Antropológia Tanszék–L'Harmattan, Pécs–Bp., 2009
- Párbeszéd a hagyománnyal. A néprajzi kutatás múltja és jelene. Tudományos konferencia a PTE Néprajz-Kulturális Antropológia Tanszék jubiláló professzorai: Andrásfalvy Bertalan, Filep Antal, Kisbán Eszter és Pócs Éva tiszteletére; szerk. Vargyas Gábor; L'Harmattan–PTE Néprajz-Kulturális Antropológia Tanszék, Bp.–Pécs, 2011 (Studia ethnologica Hungarica)
- Istenek, ősök és sámánok. Egy vietnámi hegyi törzs, a brúk vallása. Vargyas Gábor fotókiállítása a Szabadtéri Néprajzi Múzeum Skanzen Galériájában 2012. május 12. és augusztus 26. között; katalógusszerk. Sári Zsolt; Szabadtéri Néprajzi Múzeum, Szentendre, 2012
- VL 100. Tanulmányok Vargyas Lajos születésének 100. évfordulójára; szerk. Vargyas Gábor; 2. jav. kiad.; L'Harmattan–MTA BTK Néprajztudományi Intézet, Bp., 2015 (Summa ethnographica)

## Díjai
- A Magyar Érdemrend tisztikeresztje (2019)